# 니켈로디언 무비스
니켈로디언 무비스(영어: Nickelodeon Movies)는 1995년에 설립된 미국 최대의 어린이 케이블 채널인 니켈로디언의 극장용 영화 제작사로, 니켈로디언 무비스에서 제작한 영화들은 바이어컴의 자회사인 파라마운트 픽쳐스에서 담당하고 있으며, 주로 니켈로디언의 TV 프로그램을 기반으로 통하여 가족/청소년을 중심으로 자체 제작한 오리지널 프로젝트와 니켈로디언의 TV 프로그램을 기반으로 영화를 제작하고 있다. 참고로, 이 회사가 처음으로 제작한 영화로는 1996년에 제작된 《꼬마 스파이 해리》이다. 2020년 기준으로, 같은 이름의 닉톤 출신의 캐릭터인 네모바지 스폰지밥는 니켈로데온 자체와 애니메이션 부문과 같은 스튜디오의 마스코트이다.

## 주요 작품 목록

### 영화
| 제작 연도 | 제목                              | 제공사                                                 | 공동 제작사 |
| --------- | --------------------------------- | ------------------------------------------------------ | --- |
| 1996      | 꼬마 스파이 해리                  | 파라마운트 픽쳐스                                      | Rastar |
| 1997      | 햄버거 특공대                     | 파라마운트 픽쳐스                                      | Tollin/Robbins Productions                                                                                            |
| 1998      | 야! 러그래츠                      | 파라마운트 픽쳐스                                      | Klasky Csupo |
| 2000      | 스노우 데이                       | 파라마운트 픽쳐스                                      | C.O.R.E. |
| 2000      | 야! 러그래츠: 파리의 대모험       | 파라마운트 픽쳐스                                      | Klasky Csupo |
| 2001      | 천재소년 지미 뉴트론              | 파라마운트 픽쳐스                                      | O Entertainment DNA Productions                                                                                       |
| 2002      | 타임머신: 클락스토퍼              | 파라마운트 픽쳐스                                      | Valhalla Motion Pictures                                                                                              |
| 2002      | 헤이 아놀드                       | 파라마운트 픽쳐스                                      | Snee-Oosh, Inc. |
| 2002      | 쏜베리의 가족 탐험대              | 파라마운트 픽쳐스                                      | Klasky Csupo |
| 2003      | 야! 러그래츠: 무인도 대모험       | 파라마운트 픽쳐스                                      | Klasky Csupo |
| 2004      | 보글보글 스폰지밥                 | 파라마운트 픽쳐스                                      | United Plankton Pictures                                                                                              |
| 2004      | 레모니 스니켓의 위험한 대결       | 파라마운트 픽쳐스 드림웍스 픽처스                      | Parkes/MacDonald Productions                                                                                          |
| 2005      | 매드 핫 볼룸                      | 파라마운트 픽쳐스                                      | Just One Productions                                                                                                  |
| 2005      | 나, 너 그리고 우리                | 파라마운트 픽쳐스 메트로 골드윈 메이어 콜럼비아 픽처스 | Robert Simonds Company                                                                                                |
| 2006      | 나쵸 리브레                       | 파라마운트 픽쳐스                                      | HH Films |
| 2006      | 신나는 동물농장                   | 파라마운트 픽쳐스                                      | O Entertainment |
| 2006      | 샬롯의 거미줄                     | 파라마운트 픽쳐스                                      | The Kerner Entertainment Company 월든 미디어                                                                          |
| 2008      | 스파이더위크가의 비밀             | 파라마운트 픽쳐스                                      | The Kennedy/Marshall Company Atmosphere Pictures                                                                      |
| 2008      | 앵거스통스                        | 파라마운트 픽쳐스                                      | 빈칸 |
| 2009      | 강아지 호텔                       | 파라마운트 픽쳐스 드림웍스 픽처스                      | Cold Spring Pictures The Montecito Picture Company The Donners' Company                                               |
| 2009      | 이매진 댓                         | 파라마운트 픽쳐스                                      | Di Bonaventura Pictures Goldcrest Pictures                                                                            |
| 2010      | 라스트 에어벤더                   | 파라마운트 픽쳐스                                      | Blinding Edge Pictures The Kennedy/Marshall Company                                                                   |
| 2011      | 랭고                              | 파라마운트 픽쳐스                                      | Blind Wink Productions GK Films Industrial Light & Magic                                                              |
| 2011      | 틴틴: 유니콘호의 비밀             | 파라마운트 픽쳐스 컬럼비아 픽처스                      | [앰블린 엔터테인먼트]] The Kennedy/Marshall Company Wingnut Films Hemisphere Media Capital                            |
| 2012      | 오싹한파티                        | 파라마운트 픽쳐스                                      | Anonymous Content Fake Empire Productions                                                                             |
| 2014      | 닌자 터틀                         | 파라마운트 픽쳐스                                      | 플래티넘 듄스 Gama Entertainment Mednick Productions Heavy Metal                                                      |
| 2015      | 스폰지밥3D                        | 파라마운트 픽쳐스 파라마운트 애니메이션                | United Plankton Productions                                                                                           |
| 2016      | 닌자터틀: 어둠의 히어로           | 파라마운트 픽쳐스                                      | 플래티넘 듄스 Alibaba Pictures China Movie Media Group Gama Entertainment Mednick Productions Smithrowe Entertainment |
| 2017      | 몬스터 트럭                       | 파라마운트 픽쳐스 파라마운트 애니메이션                | Disruption Entertainment                                                                                              |
| 2019      | 원더랜드                          | 파라마운트 픽쳐스 파라마운트 애니메이션                | Ilion Animation Studios                                                                                               |
| 2019      | 도라와 잃어버린 황금의 도시       | 파라마운트 픽쳐스 Paramount Players                    | 월든 미디어 Media Rights Capital Burr! Productions                                                                    |
| 2019      | 플레잉 위드 파이어                | 파라마운트 픽쳐스 Paramount Players                    | 월든 미디어 Broken Road Productions                                                                                   |
| 2020      | 스폰지밥 무비: 핑핑이 구출 대작전 | 파라마운트 픽쳐스 파라마운트 애니메이션                | United Plankton Pictures                                                                                              |
| 2021      | 퍼피 구조대: 더 무비              | 파라마운트 픽쳐스                                      | Spin Master Entertainment                                                                                             |